# Heel en Panheel
Heel en Panheel is een voormalige gemeente in Nederlands-Limburg, en is ontstaan na de samenvoeging van de kernen Heel en Panheel op 1 januari 1821.
De buurtschap Pol, die samen met Panheel de gemeente Pol en Panheel vormde, werd bij Wessem gevoegd. 
De gehuchten Katert, Apenbroek en Houtem in het noorden van de gemeente, werden van Wessem overgenomen.
In 1991 is de gemeente Heel en Panheel met Wessem en Beegden samengevoegd tot de gemeente Heel.
In 2007 is de gemeente Heel (inclusief Panheel) bij de gemeente Maasgouw gaan horen.